# هشام جنينة
هشام جنينة هو ضابط شرطة وقاضٍ مصري، كان أحد رموز تيار استقلال القضاء، كما كان رئيس محكمة استئناف القاهرة. أَصدر محمد مرسي قرارًا يوم 6 سبتمبر 2012 بتعيينه رئيسًا للجهاز المركزي للمحاسبات بدرجة وزير لمدة 4 سنوات، هذا وتجدر الإشارة إلى أن هذا المنصب يخضع مباشرةً لرئاسة الجمهورية، حيث كان المنصب شاغرًا منذ استقالة جودت الملط في مارس 2011، لتتولى منيرة أحمد منصب القائم بأعماله حتى صدور القرار الجمهوري. في 28 مارس 2016 أصدر السيسي قرارًا بإعفائه من منصبه، وقد جاءت إقالته بعد موافقة مجلس النواب على قانون أصدرهُ عبد الفتاح السيسي في يوليو 2015، ليمنح الرئيس سلطة إقالة رؤساء الهيئات الرقابية المستقلة. ورفع هشام جنينة دعوى قضائية أمام محكمة القضاء الإداري بمجلس الدولة لوقف تنفيذ قرار إقالته.
أشار محامي جنينة إلى أنه قرر عدم العودة لمنصة القضاء، وأنه سيتقدم بطلب للقيد بنقابة المحامين خلال أيام.

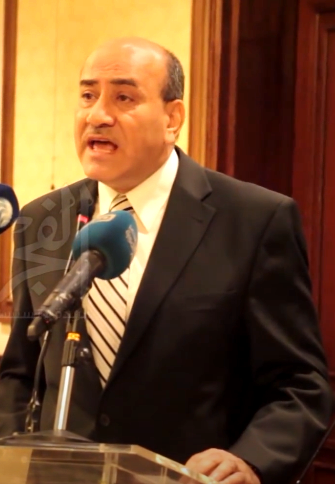
هشام جنينة (2017)

## عنان يُرشحه نائبا
أعلن الفريق سامي عنان ترشحه لرئاسة الجمهورية في 12 يناير 2018، ونُشر فيديو يعلن فيه عنان ترشحه لانتخابات الرئاسة المصرية عام 2018 في 19 يناير، وأشار عنان إلى «تشكيل نواة مدنية» لمنظومة الرئاسة ذكر فيها هشام جنينة نائبا لشؤون حقوق الإنسان وتعزيز الشفافية وحازم حسني أستاذ الاقتصاد والعلوم السياسية
بجامعة القاهرة نائبا لشؤون الثورة المعرفية والتمكين السياسي والاقتصادي.
وفي أعقاب ذلك تعرض جنينة لحادث اعتداء بالسلاح الأبيض وقطعة حديدية ونتج عن هذا إصابة في عينة اليسرى وساقه اليسرى. وبعد صدور قرار بالتحفظ على أموال سامي عنان في 12 فبراير 2018، صدرت تصريحات عن جنينة جاء فيها تهديدا بكشف أسرار تُدين النظام الحالي والجيش في حال تعرض عنان للتصفية. وعقب تلك التصريحات تم القبض على هشام جنينة في 13 فبراير 2018.